# Blake Neely
Blake Neely (Paris (Texas), 28 aprile 1969) è un compositore, arrangiatore, direttore d'orchestra, orchestratore e musicologo statunitense, autore soprattutto di musiche per il cinema e per la televisione.
Collaboratore della Hollywood Records e consulente, fra le altre, della Disney e della Decca Records, è accreditato in oltre quaranta produzioni e ha composto la colonna sonora delle serie televisive Everwood (per la quale ha ricevuto una nomination al Premio Emmy), Brothers & Sisters - Segreti di famiglia e The Mentalist..

## Biografia
Blake Neely è nato a Paris, in Texas. Suo padre era un allevatore e professore, sua madre era una giornalista e autrice. Ha studiato linguistica all'Università del Texas.

## Carriera
Neely, nel corso degli anni, ha contribuito a decine di film e progetti TV, lavorando sia come compositore principale che in collaborazione con artisti famosi come Michael Kamen, James Newton Howard, Vangelis (per il suo lavoro nel progetto Mythodea come arrangiatore e direttore d'orchestra) e Hans Zimmer.
Tra i progetti a cui ha contribuito si citano Everwood (che gli è valso una nomination agli Emmy Award nel 2003), i primi tre film del franchise Pirati dei Caraibi, King Kong, The Last Samurai, The Great Buck Howard, Starter for 10 e The Wedding Date.
La sua collaborazione con lo scrittore, regista e produttore Greg Berlanti è stata particolarmente prolifica, per lui ha composto le musiche delle serie televisive Everwood, Jack & Bobby, Brothers & Sisters - Segreti di famiglia, Eli Stone, Dirty Sexy Money, Political Animals, Blindspot, Arrow, The Flash, Riverdale, Supergirl e Legends of Tomorrow.
Neely ha inoltre scritto oltre 25 libri didattici, tra i quali il metodo per pianoforte Piano For Dummies, diventato un best seller.

## Filmografia parziale

### Cinema
- Il gigante di ferro (1999) (compositore)
- High Crimes - Crimini di stato (2002)
- K-19 (2002) (direttore d'orchestra; compositore)
- La regola del sospetto (2003) (compositore)
- It's the Cheese (2003)
- L'ultimo samurai (2003) (musica addizionale)
- Tutto può succedere - Something's Gotta Give (Something's Gotta Give) (2003) (musica addizionale; direttore d'orchestra)
- The Day After Tomorrow - L'alba del giorno dopo (2004) (direttore d'orchestra)
- Oedipus (2004)
- Frog-g-g! (2004)
- King Arthur (2004) (direttore d'orchestra)
- Una teenager alla Casa Bianca (2004) (direttore d'orchestra; compositore)
- Spanglish - Quando in famiglia sono in troppi a parlare (2004) (direttore d'orchestra)
- Un amore in prestito (2005)
- King Kong (2005) (compositore)
- The Island (2005)
- Vita da camper (2006)
- Il codice da Vinci (2006) (compositore; non accreditato)
- Cambia la tua vita con un click (2006) (direttore d'orchestra)
- La ricerca della felicità (2006) (direttore d'orchestra)
- Pirati dei Caraibi - Ai confini del mondo (2007) (direttore d'orchestra)
- I Simpson - Il film (2007) (direttore d'orchestra)
- Come d'incanto (2007) (compositore)
- Elvis and Anabelle (2007)
- Zohan - Tutte le donne vengono al pettine (You Don't Mess with the Zohan, 2008) (direttore d'orchestra)
- Surfer, Dude (2008)
- Tre all'improvviso (2010)
- Mister Handsome (2011)
- Love, Wedding, Marriage (2011)
- Tuo, Simon (2018)
- Greyhound - Il nemico invisibile (Greyhound), regia di Aaron Schneider (2020)

### Televisione
- Conquest – documentario, 12 puntate (2003-2005)
- Everwood – serie TV, 89 episodi (2002-2006)
- The Samurai – film TV (2003)
- The True Story of Seabiscuit – film TV (2003)
- Wild West Tech – serie TV, 10 episodi (2004-2005)
- Jack & Bobby – serie TV, 22 episodi (2004-2005)
- Dr. Vegas – serie TV, 6 episodi (2004-2006)
- Into the West – serie TV (2005)
- Related – serie TV, 5 episodi (2005)
- A proposito di Brian (What About Brian) – serie TV, 8 episodi (2006-2007)
- Brothers & Sisters - Segreti di famiglia – serie TV, 108 episodi (2006-2011)
- Notes from the Underbelly – serie TV, 16 episodi (2007-2008)
- Traveler – serie TV, 8 episodi (2007)
- Eli Stone – serie TV, 26 episodi (2008-2009)
- Eastwick – serie TV, 13 episodi (2009-2010)
- The Mentalist – serie TV, 145 episodi (2008-2015)
- The Pacific – miniserie TV, 10 puntate (2010)
- No Ordinary Family – serie TV, 20 episodi (2010-2011)
- Pan Am – serie TV, 14 episodi (2011-2012)
- Political Animals – miniserie TV, 6 puntate (2012)
- Arrow – serie TV, 170 episodi (2012-2020)
- Golden Boy – serie TV, 13 episodi (2013)
- Resurrection – serie TV, 21 episodi (2013-2015)
- The Flash – serie TV, 184 episodi (2014-2023)
- Supergirl – serie TV, 126 episodi (2015-2021)
- Legends of Tomorrow – serie TV, 110 episodi (2016-2022)
- Blindspot – serie TV, 100 episodi (2015-2020)
- The Keepers – documentario, 7 puntate (2017)
- Kevin (Probably) Saves the World – serie TV, 16 episodi (2017-2018)
- Riverdale – serie TV, 137 episodi (2017-2023)
- Deception – serie TV, 13 episodi (2018)
- You – serie TV, 50 episodi (2018-2025)
- All American – serie TV (2018-in corso)
- Emergence – serie TV, 13 episodi (2019)
- Batwoman – serie TV, 51 episodi (2019-2022)
- L'assistente di volo - The Flight Attendant (The Flight Attendant) – serie TV, 16 episodi (2020-2022)
- Un amore senza tempo - The Time Traveler's Wife (The Time Traveler's Wife) – serie TV, 6 episodi (2022)
- All American: Homecoming – serie TV, 41 episodi (2022-2024)
- Masters of the Air – miniserie TV, 9 puntate (2024)
- Dead Boy Detectives – serie TV, 8 episodi (2024)
- The Girls on the Bus – serie TV, 10 episodi (2024)

## Pubblicazioni (lista parziale)
- Piano for Dummies (2009)

## Riconoscimenti
- Premio Emmy
  - 2003 – Candidatura alla miglior colonna sonora per Everwood[4]
  - 2012 – Candidatura alla miglior colonna sonora per Pan Am[7]